# Branding sensoriale
Il branding sensoriale è un tipo di marketing che utilizza i cinque sensi per entrare in relazione emotiva con i consumatori e spingerli di conseguenza ad acquistare.

## Generalità

### Funzioni e scopi
Il marketing sensoriale mira a sedurre emotivamente chi compra, generando nelle loro menti determinati sentimenti e opinioni, così da creare un'immagine mentale duratura del prodotto. Durante un'esperienza di acquisto, qualsiasi essa sia, il consumatore è spinto per indole ad analizzare il prodotto come una combinazione di più parti, in cui elementi come marca, anno e luogo di fabbricazione, confezione, lato estetico (colore, forma, grafica), o anche il contesto di utilizzo, possono rivelarsi dei tasselli chiave per mettere maggiormente in luce l'oggetto.

### Marketing di massa e marketing sensoriale
Il branding sensoriale si collega al cliente in un modo più personale rispetto al marketing di massa, il quale viene ormai considerato superato e troppo superficiale. Quest'ultimo, infatti, si basa sull'idea che il consumatore sia razionale e che il suo comportamento sia interrotto in definiti e ragionati stadi, in relazione all'offerta, alla concorrenza e alla risposta ai suoi bisogni. Il marketing sensoriale, al contrario, aggiunge al processo i sentimenti e le esperienze proprie delle persone, così da creare dei prodotti allo stesso tempo attraenti e adeguati alle richieste (decisioni guidate dalle emozioni e non dalla ragione). Secondo Zaltman (2003), questo collegamento meno razionale con il marketing sembrerebbe essere collegato ai processi decisionali umani, i quali sarebbero indirizzati per il 95% dal nostro inconscio e dall'esperienza, e solo marginalmente dalla ragione.
Lo scopo principale del branding sensoriale è quello di studiare appunto ogni sfaccettatura e caratteristica dell'oggetto/servizio, cercando poi di sfruttarli per fare leva sui fattori cognitivi ed emotivi di chi compra. Tale obiettivo è raggiungibile in due modi: 
- Attraendo e invogliando il cliente all'acquisto mediante la stimolazione dei suoi cinque sensi;
- Fidelizzando il cliente al proprio marchio in seguito a una positiva esperienza del suo utilizzo;

In altre parole, il prodotto deve essere contemporaneamente accattivante per i nostri cinque sensi, di semplice utilizzo e di buona fattura, così da non essere difficile da aprire, utilizzare, adattare e comprendere. 

## Influenza sui sensi

### Canale visivo
Il branding sensoriale rappresenta una vera e propria rivoluzione nel modo di pensare il marketing e, come abbiamo visto precedentemente, utilizzare un approccio maggiormente centrato sulle emozioni e sulle esperienze dei consumatori, non solo permette di comprenderne meglio il comportamento, ma aiuta anche a individuare i meccanismi cerebrali che indirizzano le persone verso uno specifico prodotto.
All'interno del mondo sensoriale, la vista rappresenta sicuramente il canale più sfruttato dai professionisti per attrarre, invogliare e coinvolgere emotivamente il cliente pagante. Elementi apparentemente marginali di un prodotto come la marca, la provenienza, la forma della confezione, o anche il suo colore, possono risultare determinanti per la vendita, o meno, di un oggetto. 
Per determinare, dunque, quali caratteristiche dei prodotti attirino maggiormente l'occhio di chi compra, un gruppo di ricercatori neuroscientifici ha effettuato uno studio su alcuni volontari, chiedendo loro di effettuare alcuni acquisti in un supermercato (dotati di sensori a immagine cerebrale per valutarne le scelte). L'unico accorgimento dell'esperimento era rappresentato dalla velocità di scelta, la quale non avrebbe dovuto lasciare tempo ai candidati di scegliere razionalmente. Terminato lo studio, i dati raccolti da Modica et al. (2018) si sono rivelati sensazionali, confermando l'esistenza di specifiche preferenze visive nei confronti dei prodotti più rinomati ("di marca”), del proprio territorio (“km 0”) e aventi confezioni/forme trasparenti o di colori caldi e accesi.

#### Vista e colori
Il colore delle confezioni o degli oggetti, in particolare, può essere una caratteristica molto importante in grado di orientare involontariamente le nostre scelte. Il colore, infatti, può essere di grande aiuto nella commercializzazione di un prodotto perché può colpire le persone a livello emotivo. Facendo riferimento al "Seoul International Colour Expo", è stato scoperto che il colore del logo di un brand possa migliorare il suo riconoscimento sul mercato fino all'80%, rappresentando il fattore di maggiore importanza nella scelta di una marca. Ogni colore possiede un diverso effetto sulle persone che lo osservano e sfruttare tale caratteristica intrinseca degli oggetti risulta un'ottima tattica per aumentare il potere commerciale della merce.
Tabella 1: caratteristiche visive dei colori e principali utilizzi
| Rosso     | Colore ad alta stimolazione, che causa eccitazione, energia, aumento della frequenza cardiaca e appetito         | Utilizzato in ristoranti, bar e pub.            |
| Arancione | Colore più amichevole del rosso, ma comunque molto stimolante ed eccitante, in particolare tra i giovani.        | Utilizzato nei locali giovnili e nei fast food. |
| Rosa      | Colore dolce e accattivante, il rosa è il colore perfetto per gli aperitivi, i dolciumi e i dessert in generale. | Utilizzato per caramelle e dolci.               |
| Giallo    | Colore molto caldo e confortante, può anche indicare alimenti speziati o piccanti, cremosi e deliziosi.          | Utilizzato per le case da tè o pasticcerie.     |
| Verde     | Colore di ristoro, delicatezza e natura, ma attenzione al suo utilizzo inappropriato per non respingere.         | Utilizzato per verdure, alimenti sani e bio.    |
| Blu       | Colore associato alla calma e alla pace del mare e del cielo, suggerisce serenità, riposo e spensieratezza       | Utilizzato per prodotti come l'acqua.           |
| Bianco    | Colore associato alla pulizia e alla freschezza, rappresenta il colore di base che esalta tutto.                 | Utilizzato per piatti, stoviglie e tovaglie.    |
| Nero      | Colore collegato alla qualità dei prodotti, all'alta gamma e alla sobrietà.                                      | Utilizzato per creare un ambiente specifico.    |

### Canale uditivo
Le stimolazioni uditive, nonostante non abbiano ancora ottenuto grande attenzione scientifica, possono essere considerate un potentissimo strumento di marketing sensoriale, probabilmente il più utilizzato in ambito alimentare per evocare emozioni e sentimenti che influenzino le esperienze e le interpretazioni del marchio. Lo studio dell'udito come mezzo per influenzare le scelte, i giudizi e il comportamento delle persone è una tecnica ormai condivisa da molti, specialmente nella ristorazione, e investire in questo settore potrebbe rivelarsi rivoluzionario per aumentare la vendita della propria merce.
Vista l'enorme possibilità di questo settore, nel 2021 è stato finanziato uno studio basato sull'associazione tra specifiche colonne sonore e l'inclinazione alimentare verso cibi sani o malsani, in differenti culture. Tale ricerca, ha dapprima effettuato un'indagine preliminare per comprendere quali generi venissero considerati sani e malsani nei diversi Paesi, per poi effettuare un'indagine più specifica volta a dimostrare se l'ascolto di un certo genere, definito a priori sano o malsano, potesse influenzare le scelte alimentari dei candidati. Dopo aver raccolto i dati, i risultati non solo hanno confermato l'ipotesi dell'équipe, ma hanno dimostrato anche che tale associazione veniva rispettata anche a migliaia di chilometri di distanza, con una tendenza a scegliere alimenti sani e malsani, a seconda dei preconcetti culturali che vigevano in quel determinato Paese (i giapponesi associano il malsano al “rock”, mentre i danesi al “hip-hop”).
Dunque, utilizzare il suono o la musica al posto giusto, magari abbinandoli a un ambiente specifico, può essere un metodo molto efficace per influenzare indirettamente il comportamento del consumatore nel momento dell'acquisto, perché può creare il giusto umore che lo porta ad acquistare.

### Canale olfattivo
L'olfatto viene utilizzato nel marketing a causa del suo grande potere evocativo nei confronti del marchio (il 75% delle emozioni sono innescate dall'odore). Secondo le ricerche effettuate da parte del "Sense of Smell Institute", si ritiene che persone siano capaci di ricollegare odori con una precisione del 65%, anche dopo un intero anno. In tal proposito, un differente studio condotto da parte della Rockefeller University, ha mostrato che nel breve periodo ricordiamo solo l'1% di ciò che tocchiamo, il 2% di quello che ascoltiamo, il 5% di quello che vediamo, il 15% di quello che gustiamo e fino al 35% di quello che odoriamo, sottolineando l'importanza di tale senso dal punto di vista commerciale.
L'obiettivo è di caratterizzare positivamente il marchio, o il punto vendita, così da creare una cosiddetta “firma olfattiva”, permettendo allo stesso di differenziarsi rispetto alla concorrenza. Nel 1966, ad esempio, la Procter & Gamble aggiunse un profumo di limone a un detersivo liquido per stoviglie al fine di rinforzare l'idea del suo potere sgrassante; da quel momento, l'aggiunta di agenti odoranti ai prodotti è divenuta prassi diffusa, tanto che si è esteso l'utilizzo degli stimoli anche ad altri settori. Per molto tempo le imprese si sono interessate agli odori solo per la possibilità che offrono di rinforzare gli attributi dei loro prodotti, oggi invece, utilizzano strategie di marketing sensoriale al fine di soddisfare un cliente, divenuto sempre più edonista.
L'influenza degli stimoli olfattivi sul comportamento dei consumatori è un tema che suscita sempre maggiore interesse tra gli studiosi, i quali hanno condotto analisi sulla natura stimolante e rilassante degli odori, sugli effetti mnemonici della ripetizione di uno stesso odore, sull'utilizzo di differenti tipi di odori sul comportamento dei clienti in negozio, sulla congruenza dell'odore con il relativo negozio, sugli effetti della presenza di un odore gradevole e molto altro.

### Canale gustativo
Grazie ai recenti progressi scientifici, il canale gustativo è oggi molto sfruttato nel marketing sensoriale, con continue modifiche ai propri prodotti per riuscire ad adeguarli alle preferenze regionali delle persone (ad esempio il dolce-salato per i tedeschi, o anche il dolce-acido per gli inglesi). Il settore che padroneggia maggiormente questo senso è sicuramente quello alimentare, ma non mancano strategie gustative anche nella vendita di giocattoli, sigarette, medicinali, ecc. In ambito promozionale, invece, le aziende utilizzano spesso il marketing gustativo per convincere i clienti a fidelizzarsi alla propria merce (test comparativi, degustazioni gratuite, ecc.), poiché se si possiede già un'esperienza positiva di un alimento, si è sicuramente più propensi ad acquistarlo.

#### Gusto e colori
Un recente studio ha poi trovato un'associazione statisticamente valida tra gusti e colori, così da poter stimolare un ricordo attraverso un altro senso. Secondo tale ricerca, i quattro gusti fondamentali sarebbero associati mentalmente a quattro colori, dando un'enorme potenzialità alla confezione.
- Dolce-rosso
- Acido-verde
- Amaro-blu
- Salato-giallo

### Canale tattile
Se l'esplorazione visiva fornisce buone informazioni sul lato estetico, l'afflusso somatosensoriale derivato dalla sua esplorazione tattile è in grado di comunicarci altre importantissime qualità, come il peso, la pressione, la temperatura, la consistenza e il comfort del prodotto. Data la grande affinità della vista nei processi di scelta, i ricercatori dello studio precedente, guidati da Modica et al. (2018), hanno approfondito l'influenza di questo senso affiancando alla stimolazione visiva la possibilità di toccare l'oggetto da scegliere sullo scaffale del supermercato. Terminato anche questo studio, i dati hanno sottolineato l'importanza di un buon “packaging” per poter resistere alla concorrenza degli altri marchi, evidenziando una marcata preferenza della clientela per le confezioni più malleabili, meno rigide e che permettessero l'esplorazione tattile dell'alimento.

## Aziende e branding sensoriale

### Apple
I fattori che stimolano i sensi non sono solo limitati al prodotto "Apple", ma a tutto il cosiddetto "concept store" in cui i consumatori possono vedere, toccare, ascoltare e provare Apple in modo globale, senza spendere o impegnarsi.

### Starbucks
Tutta la musica di sottofondo da Starbucks è selezionata e rilasciata da Hearmusic. Quest'ultimo fornisce dai due ai tre CD al mese che contengono circa 100 canzoni per i 9000 negozi in tutto il mondo, creando così un ambiente confortevole per il consumatore.

### Singapore Airlines
Singapore Airlines è un esempio di successo di marketing che utilizza il senso dell'olfatto. Questa azienda ha introdotto un profumo chiamato Stefan Floridian Waters che viene utilizzato da tutta la flotta, diventando così un segno distintivo della compagnia.